# Melhania quercifolia
Melhania quercifolia är en malvaväxtart som beskrevs av M. Thulin. Melhania quercifolia ingår i släktet Melhania och familjen malvaväxter. Inga underarter finns listade i Catalogue of Life.